# Dark Tranquillity
Dark Tranquillity is een Zweedse melodieuze deathmetalband en samen met At The Gates en In Flames pionier van de zogeheten Gothenburg stijl, een mengeling van de bruutheid van deathmetal met invloeden uit volksmuziek en jaren 80 New Wave of British Heavy Metal (met name Iron Maiden), een weinig gespeelde stijl.

## Huidige bezetting
- Zang: Mikael Stanne
- Gitaar: Johan Reinholdz
- Drum: Joakim Strandberg Nilsson
- Bass: Christian Jansson
- Toetsen: Martin Brändström

Voormalige Leden
- Drums: Anders Jivarp (1989 - 2021)
- Gitaar Niklas Sundin (1989 - 2020)
- Gitaar: Martin Henriksson (1989 - 2016)
- Bass: Michael Nicklasson (1999 - 2008)
- Vocals: Anders Fridén (1989 - 1994)
- Bass: Daniel Antonsson (2008 - 2013)
- Gitaar: Fredrik Johansson (1999 - 2008)
- Bass: Anders Iwers (2015-2021)
- Gitaar: Christopher Amott (2020-2023)

## Discografie

### Volledige Albums
- Skydancer - 1993
- The Gallery - 1995
- The Mind's I - 1997
- Projector - 1999
- Haven - 2000
- Damage Done - 2002
- Character - 2005
- Fiction - 2007
- We Are The Void - 2010
- Construct - 2013
- Atoma - 2016
- Moment - 2020
- Endtime Signals - 2024

### Compilaties
- Exposures - In Retrospect and Denial - 2004

### Ep's
- Of Chaos and Eternal Night - 1995
- Enter Suicidal Angels - 1996
- Lost to Apathy - 2004
- A Memory Construct - 2014

## Video's
- Where Death Is Most Alive (2009)
- Live Damage (2003)
- Visual Chaos (2001)
- The World Domination
- Zodijackyl Light (1997)